# 레드혼 차비브
레드혼 차비브(아랍어: رضوان شربيب, 영어: Radhouane Charbib, 1968년 10월 27일 ~ )는 2000년부터 2006년까지 기네스 세계 기록에 세계에서 가장 키가 큰 사람으로 등재되어 있던 사람이다.

## 생애
레드혼 차비브는 2000년에 알람 차나에 이어 키가 8피트 8.9인치(236cm)인 키로 기네스 세계 기록에 등재하였다. 그러고 나서 2000년부터 2006년까지 6년 동안 기네스 세계 기록에 6년동안 등재되어 있었다. 그러나 2006년, 일본의 TV쇼에서 키가 227cm인 것이 들통난 후 중국의 바오시순에게 밀려났다. 현재의 최장신은 터키의 술탄 쾨센이고 역사상 가장 큰 최장신은 미국의 로버트 워들로이다.